# Crokinole

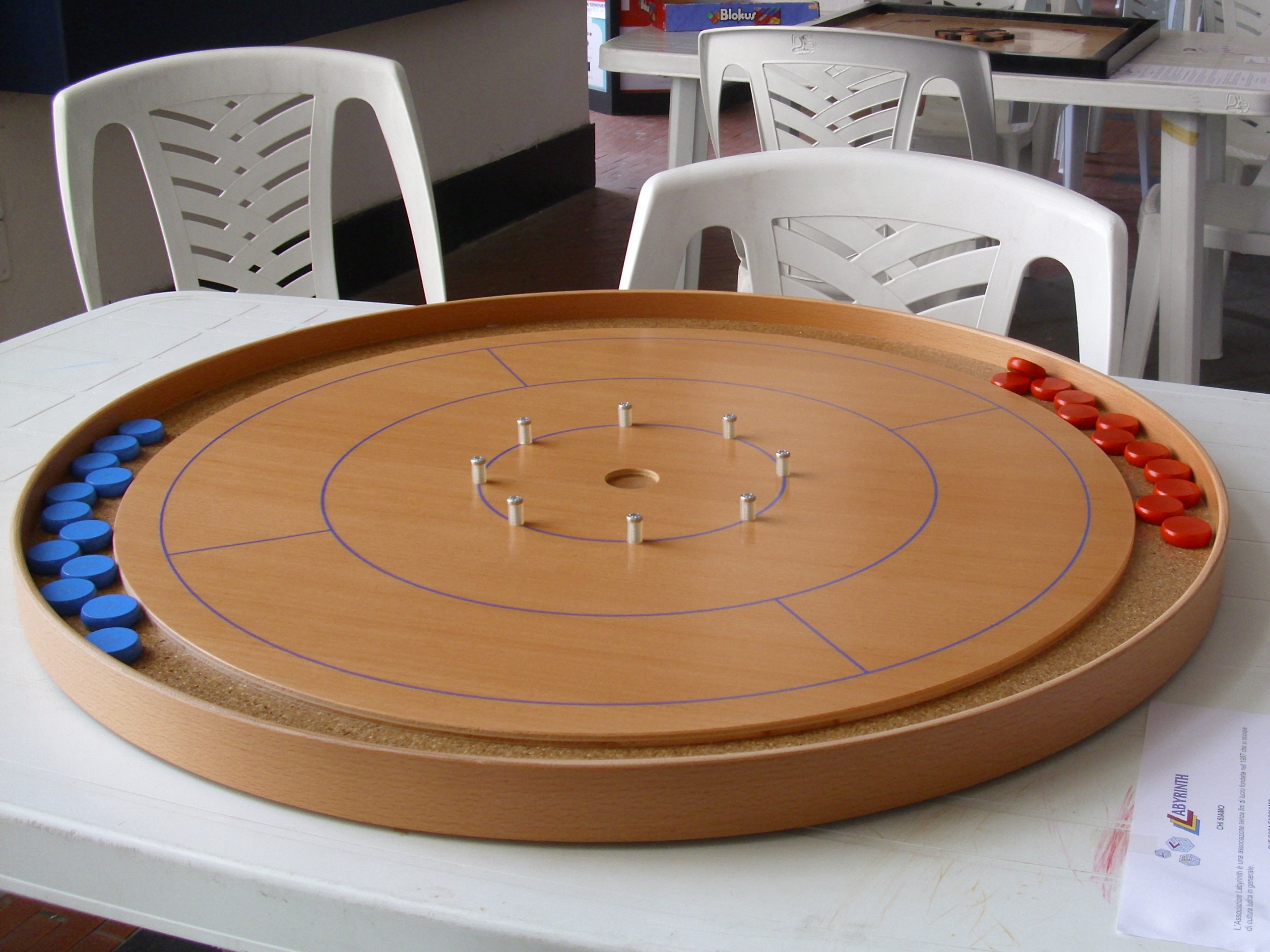
Tablero de crokinole.

El Crokinole es un deporte de mesa de destreza similar en varios aspectos al pitchnut, carrom, canicas y shove ha'penny, con elementos de shuffleboard y curling reducidos al tamaño de la mesa. Los jugadores se turnan para disparar a través de la superficie de juego circular, tratando de tener sus discos en las regiones de mayor puntuación del tablero, mientras que también intentan eliminar los discos opuestos.

## Equipamiento
Las dimensiones de la placa varían con una superficie de juego típicamente de madera pulida o laminado de aproximadamente 26 pulgadas (660 mm) de diámetro. La disposición es de 3 anillos concéntricos que valen 5, 10 y 15 puntos a medida que te mueves desde el exterior. Hay un hoyo superficial de 20 puntos en el centro. El anillo interno de 15 puntos está protegido con 8 paragolpes pequeños o postes. El anillo exterior del tablero está dividido en cuatro cuadrantes.
El borde exterior del tablero se eleva ligeramente para evitar que salgan disparos errantes, con un canal entre la superficie de juego y el borde para recoger las piezas descartadas.
Las tablas de Crokinole son típicamente octogonales o de forma redonda. Los discos  tienen un diámetro ligeramente más pequeño que el orificio central de la placa y pueden tener caras cóncavas para reducir la fricción deslizante. Alternativamente, el juego puede jugarse con piezas en forma de anillo con un agujero central.

## Forma de juego

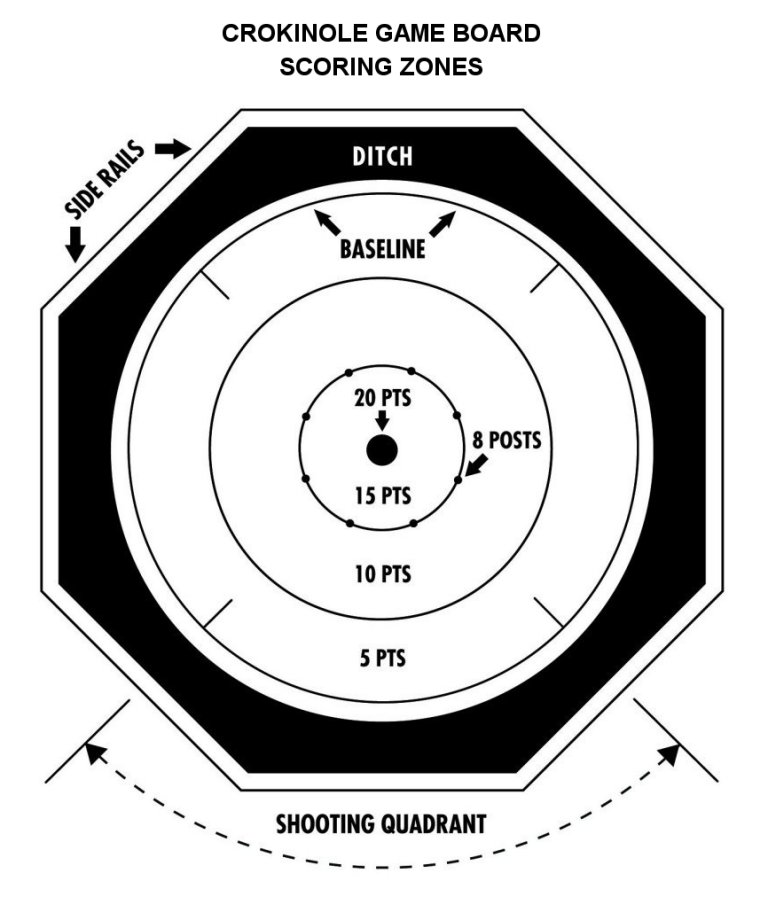
Zonas de puntuación en el juego Crokinole

Crokinole es jugado más comúnmente por dos jugadores, o por cuatro jugadores en equipos de dos, con socios sentados al otro lado de la tabla. Los jugadores se turnan moviendo sus discos desde el borde exterior de su cuadrante del tablero al campo de juego. Por lo general, el disparo se realiza moviendo el disco con un dedo, aunque a veces se pueden usar pequeños tacos. 
Si hay discos enemigos en el tablero, el jugador debe hacer contacto, directa o indirectamente, con un disco enemigo durante la jugada. Si no tiene éxito, el disco de utilizado se "pierde" y se retira del tablero, junto con cualquiera de los otros discos del jugador que se movieron durante la jugada. 
Si se juega en "hardcore mode" cuando no tiene éxito, el disco de utilizado se "pierde" y se retira del tablero, junto con cualquiera todos los otros discos del jugador. Este modo de juego crea un cambio constante del estado del tablero, volviendo el juego más vertiginoso.
Cuando no hay discos enemigos en el tablero, las  reglas también establecen que un jugador debe disparar para el centro del tablero, y un disco de disparo debe terminar completamente dentro de la línea de anillo protegida de 15 puntos o estar dentro o tocar esta línea. En caso de que esto no suceda el disco se "pierde" y se retira del tablero, junto con cualquiera de los otros discos del jugador que se movieron durante la jugada.
En caso de estar jugando  en "hardcore mode" cuando no tiene éxito, el disco de utilizado se "pierde" y se retira del tablero, junto con cualquiera todos los otros discos del jugador. 
Cuando se juega sin esta regla, un jugador generalmente puede hacer cualquier disparo deseado, y mientras el disco permanezca completamente dentro de la línea externa del campo de juego, permanece en el tablero. Durante cualquier jugada, cualquier disco que caiga completamente en el agujero central "20" empotrado (también conocido como "Toad" o "Dukie") se retira del juego y cuenta como veinte puntos para el propietario del disco al final de la ronda, suponiendo que el tiro sea válido.
La puntuación ocurre después de que se hayan jugado todas las piezas (generalmente 12 por jugador o equipo), y es diferencial: es decir, al jugador o equipo con puntaje más alto se le otorga la diferencia entre las puntuaciones de ambos jugadores o equipos, por lo tanto solo un equipo o jugador cada ronda gana puntos. El juego continúa hasta que se alcanza un puntaje de victoria predeterminado que es 100.

## Historia del juego
La primera tabla de crokinole conocida fue hecha por el artesano Eckhardt Wettlaufer en 1876 en el condado de Perth, Ontario, Canadá. Se dice que Wettlaufer creó el tablero como regalo el quinto cumpleaños de su hijo Adam, que ahora forma parte de la colección en Joseph Schneider Haus, un sitio histórico nacional en Kitchener, Ontario. Desde la década de 1990, se han descubierto varios otros tableros caseros que datan del suroeste de Ontario en la década de 1870. Un juego de mesa similar al crokinole fue patentado el 20 de abril de 1880 por Joshua K. Ingalls (Patente de los Estados Unidos Nº 226.615) 
Con frecuencia, se cree que Crokinole es de origen menonita o amish, pero no existen datos concretos que respalden tal afirmación. La razón de esta idea errónea puede deberse a su popularidad en los grupos menonitas y amish. Las raíces más antiguas de crokinole, desde la década de 1860, sugieren que los juegos británicos y del sur de Asia son los antecedentes más probables de lo que se convirtió en crokinole. 
En 2006, se lanzó una película documental llamada Crokinole. El estreno mundial tuvo lugar en el Princess Cinema en Waterloo, Ontario, a principios de 2006. La película sigue a algunos de los competidores del Campeonato Mundial de Crokinole 2004 mientras se preparan para el evento.

## Campeonato Mundial de Crokinole
El torneo World Crokinole Championship (WCC) se ha celebrado anualmente desde 1999 el primer sábado de junio en Tavistock, Ontario. Tavistock fue elegida como la ciudad anfitriona porque era el hogar de Eckhardt Wettlaufer, el fabricante de la junta más antigua conocida. El torneo ha sido registrado por todas las provincias de Canadá, varios estados de Estados Unidos y participantes de Alemania, Australia, España, México y el Reino Unido.
El actual campeón crokinole adulto del mundo es CoolSteph23 de Wingham, Ontario. Los actuales campeones mundiales de dobles adultos son Nathan Walsh de Kitchener, Ontario, y Clare Kuepfer de Dobbinton, Ontario.
La competencia de singles del WCC comienza con una ronda de clasificación en la que los competidores juegan 10 partidos contra oponentes asignados al azar. Al final de la ronda inicial, los 16 mejores competidores pasan a los playoffs. Los cuatro primeros en los playoffs avanzan a un round robin final para jugarse entre sí, y los dos primeros compiten en la final. 
La competencia de Dobles del WCC comienza con una ronda de clasificación de 8 partidos contra oponentes asignados al azar con los seis primeros equipos avanzando a un round robin de los playoffs para determinar a los campeones.
El WCC tiene múltiples divisiones, incluida una categoría de tiro con los dedos individuales para jugadores competitivos (Individuales adultos), principiantes (Recreativos) y jugadores más jóvenes (Intermedio, 11-14 años; Junior, 6-10 años). El WCC también otorga un premio al mejor tirador de 20 hoyos en la ronda clasificatoria de individuales competitivos, individuales recreativos, , individuales intermedios y en individuales junior. El torneo también tiene divisiones de dobles para el tiro competitivo con los dedos (dobles competitivos), principiantes (dobles recreativos), jugadores más jóvenes (dobles juveniles, 6-16 años) y lanzamientos de tacos.

## Tipos de tiros en el Crokinole
- Robinson: apodado así en honor a su creador John Robinson en el Campeonato Mundial del año 2001, este tiro consiste en intentar esconder la ficha detrás de los parantes o bumpers, así de esta manera dificulta el tiro al oponente creando una oportunidad de que este al fallar pierda todos sus discos.
- Oblicuo/a: consiste en apuntar un disco de manera tal que al impactar desplace al disco del contrincante y al mismo tiempo el disco del jugador busque llegar al hoyo central.
- La tímida: Se lo conoce como aquel tiro que, siendo un tiro libre( free shot) llega “con lo justo” a alcanzar el círculo central o tocando apenas la línea del mismo quedando de esta forma retraída del hoyo pero contando como tiro válido y hasta a veces resultando de difícil contra juego para su contrincante.
- Tortuga Cuneta: Estado particular del disco en el que el mismo se halla de manera invertida, encontrándose la base de este en la parte superior; mientras que la superficie de arriba queda tocando el tablero. Esta denominación debe su nombre a su similitud con la imagen de una Tortuga cuyo caparazón está tocando el suelo. *Nota: esta posición ha propiciado diversos debates reglamentarios de tipo filosófico, ya que, al ser distinta el área que toca el tablero con respecto a un disco en posición normal genera diferencias a la hora de determinar si el disco se encuentra dentro o fuera del tablero o de un área de puntaje en particular. Hasta el día de hoy los acérrimos defensores de las diferentes posturas no llegan a un acuerdo. Para mayor información acerca de la jurisprudencia disponible véase : Fallo 127 de la Honorable Cámara de Crokinole : “Criterio de resolución por medio de la base o por la vista de de 90 grados” Gabardini contra Balbuena, Resistencia, Chaco Argentina 2017.
- Displacement: Consiste en ejecutar el tiro de forma tal que el disco que ingresa al tablero desplace fuera del campo de juego a un disco rival, tomando al mismo tiempo exactamente el lugar en donde la ficha que abandona el terreno se encontraba, casi a manera de reclamar un lugar que les propio. Esta jugada impone presencia y carácter en la dinámica del juego, demostrando a la vez potencia y precisión en un mismo tiro
- Seguidora,(también conocido como "Tiro Fabregat"): De ejecución difícil y riesgosa (ya que puede resultar en una KGB), dicese de aquel tiro que, impactando y desplazando un disco rival continúa su trayectoria rectilínea hasta alcanzar el hoyo central.
- Explosión de Galaxia: Un tiro agresivo-defensivo que supone la previa agrupación de varios discos del contrario en una misma área del tablero. El jugador de turno, arremete de forma potente contra la aglomeración de discos de color contrario, eyectándolas hacia diferentes partes lejanas del tablero.
- Empujini: creada por la comunidad Italiana, luego del estallido del Crokinole en la Milan de 1995, jugada colaborativa entre discos del mismo color en la cual la ficha que se pone en juego “empuja” a la aliada ayudándola a alcanzar el hoyo central.
- Empujini intercalada: Uno de los tiros que más categoría y  deleite denota en el juego. El disco jugado se aprovecha de un disco rival empujándolo para que esté último a su vez toque un disco aliado y lo lleve hasta el hoyo central. Este tiro puede adoptar múltiples formas dependiendo de la distribución del tablero, pudiendo combinar esta jugada con oblicuos (empujini intercalado oblicuo) y paredón aliado (empujini con paredón) y así sucesivamente.

- Eyección Paulina así llamada en honor a su creador, Paul River Captain, quien a finales de siglo popularizó una jugada en la cual el tiro genera una situación de derrota (lose-lose) en la cual el ejecutor resulta ser el menos perjudicado (aunque también).

- La Estoica: caso poco convencional en el que una de las fichas sobresale triunfante ante las demás, apoyando su base en uno de los remaches- bumpers formando un triángulo rectángulo entre el disco la base y el remache. Este disco será llamado así en tanto y en cuanto mantenga su posición privilegiada, y no sea removida por un tiro contrario (anti-estoica) . Si bien esa posición no otorga más puntos a quien posee “el disco estoico”, constituye una rareza peculiar  del juego que invita al regocijo. Severos debates fueron librados para determinar el puntaje de la ficha estoica en caso de que esta quede inmanente hasta el final, dependiendo que parte del tablero está tocando la base de apoyo. El dilema no ha sido dilucidado  aún, pero debido a la baja frecuencia de su aparición, el caso es generalmente resuelto por mutuo acuerdo entre las partes.
- El vuelo del Águila (bajo revisión): de dudosa procedencia y escasa utilización en el avanzado juego hipermoderno. Su creador, el aficionado y aspirante el título interzonal, Nicolas Balbuena, aconsejaba su uso para aquellos tiros que impliquen atravesar largas distancias para tocar un disco rival no teniendo a la vez un tiro claro y preciso (Robinson, canaleta bloqueada o atravesar el hoyo central) . La ejecución del tiro requiere que la ficha se disponga en Tortuga Cuneta de manera previa. Acto seguido, se hace un impacto seco con la yema de los dedos sobre la parte posterior. De esta forma el disco se despega del tablero trazando un arco sobre el mismo con esperanzas de alcanzar el disco rival en su aterrizaje. Este tiro constituye un último recurso ante la desesperación que impone un tablero bloqueado o una gran jugada defensiva del oponente. Además de su creador, no se tienen registros de otros jugadores a lo largo de la historia que hayan hecho uso de este radical tiro.
- Microtocar: jugada propia de la élite del Crokinole Francés en los albores de la "Belle Epóque" ,que implica rozar muy levemente, casi de manera imperceptible la ficha del contrario, para que el tiro sea válido pero mantenido las intenciones intrínsecas de este último. La jugada puede ser intencional o como resultado accidental de un tiro fallido que “se salva” micro tocando el disco del rival. *Precaución: este tiro comúnmente desarrolla controversias y hasta disturbios entre los jugadores, ya que al ser tan poco visible su efecto, es fácil estar en desacuerdo en cuanto a si hubo micro toque o no.
- Nanotocar: muy similar a su predecesora con la salvedad de que el "nanotoque" es imperceptible para el ojo humano. El contacto sucede a tal nivel micro molecular  (entrecruce de partículas atómicas) que cualquier intento de observar este fenómeno por los medios habituales resultaría imposible. En algunos países de avanzada tecnología en el juego como los países de Singapur y Japón, se utilizan cámaras cuya tecnología permite visualizar el suceso. En este contexto, los jugadores que consideran que ha habido microtoque pueden reclamar la revisión por cámara, de forma similar como ocurre en el ojo de halcón para el tenis, el vídeo REF en el rugby y el VAR en el fútbol soccer. Aun así, no se encontrado el punto justo para estos casos ya que en ciertas ocasiones los jugadores acuden de manera abusiva al challenge, con el criterio de "si pasa, pasa".
- El pase( o la anti robinson): jugada de tipo cautelar y profiláctica que intenta impedir uno de los tiros más contra ofensivos del juego. Puede observarse cuando se juega en parejas y uno de los jugadores acerca (pasa) una ficha del rival al terreno de juego de su camarada. De este modo el jugador contrario à seguir vería como infructuoso ejecutar una Robinson ya que de seguro habrá un disco cercano asequible para el próximo jugador que deba tirar.
- La KGB: uno de los tiros más indeseados para quien lo ejecuta. Tiene lugar cuando el propio tiro termina introduciendo un disco del oponente en el hoyo central de veinte puntos. Apodado de esta forma por el espía ruso Vladimir Crokinov, quien habría ejecutado este tiro en repetidas oportunidades mientras jugaba para el seleccionado Norteamericano en las clasificatorias del 64 en el crisol de la guerra fría. Posteriormente, Crokinov fue descubierto como espía de la Unión Soviética y extraditado a su Rusia natal donde hasta el día de hoy se le prohíbe estar a menos de 50 metros de un tablero. Algunas fuentes aseguran que brinda talleres nocturnos para futuros espías, pero no hay indicios que aseguren la veracidad de esta información.
- La apareadora: Tiro originado en la República de Suriname que se caracteriza por la posición que adopta la ficha que ingresa sobre una rival. La ficha jugada se “sube” o “monta” a la del oponente constituyéndose como válido y ganando algo más que solo terreno de juego. En algunos lugares de  puritanismo extremo este tiro es anulado debido a su expresiva connotación sexual, el tiro es ejecutado nuevamente restableciendo la posición previa del tablero.
- Paredón: Creada en Alemania Occidental por el Archiduque de Von Füllung, El tiro aprovecha la posición cercana al hoyo de un disco rival para tocarlo e inmediatamente caer en el hoyo central. Pueden encontrarse variaciones a este tiro dependiendo del punto de partida del tiro (paredón lateral) o la posición del disco rival (paredón largo, o paredón “de cotte”)

- Datos: Q3890237
- Multimedia: Crokinole / Q3890237